# Robert S. Richardson
Robert S. Richardson (geboren am 22. April 1902 in Kokomo, Indiana; gestorben am 12. November 1981 in Altadena, Kalifornien) war ein amerikanischer Astronom, der unter dem Pseudonym Philip Latham auch Science-Fiction schrieb.

## Leben
Richardson studierte zunächst Mathematik an der University of California in Los Angeles, wo er 1926 mit dem Bachelor abschloss, danach studierte er Astronomie an der University of California, Berkeley, wo er 1931 promovierte. Anschließend war er Assistent am Mount-Wilson-Observatorium und arbeitete dort bis 1958, als er stellvertretender Direktor des Griffith-Observatorium in Los Angeles wurde. Ab 1964 war er freier Schriftsteller.
Unter dem Pseudonym Philip Latham hatte er 1946 die Kurzgeschichte N Day in Astounding veröffentlicht. In den folgenden 30 Jahren schrieb er rund 20 Kurzgeschichten, fünf Romane, darunter den semifiktionalen Second Satellite (1956) unter seinem wirklichen Namen. Darüber hinaus verfasste er auch als Robert S. Richardson zahlreiche Beiträge, Artikel und Essays für verschiedene Science-Fiction-Magazine – hauptsächlich für Astounding – sowie eine Reihe von populärwissenschaftlichen Büchern zu Themen der Astronomie und Weltraumfahrt. 
1929 hatte er Delia Shull geheiratet. Nach deren Tod 1940 heiratete er 1942 Marjorie Helen Engstead, mit der er eine Tochter hatte.

## Bibliografie
Romane
- Five Against Venus (1952)
  - Deutsch: Irrfahrt zur Venus. Moewig (Terra#363), 1956. Auch: AWA (Astron Romane), 1956.
- Missing Men of Saturn (1953)
- Second Satellite (1956, als Robert S. Richardson)
- A Move Too Far (2009)

Kurzgeschichten
- N Day (1946)
- The Blindness (1946)
  - Deutsch: Komet der Blindheit. In: Arthur C. Clarke (Hrsg.): Komet der Blindheit. Heyne (Heyne Science Fiction & Fantasy #3239/3240), 1971.
- The Xi Effect (1950)
- An Easy Little Puzzle (1951)
- To Explain Mrs. Thompson (1951)
- The Most Dangerous Love (1951)
- A Moment for Laughter (1953)
- Martian Ritual (1953)
- Comeback (1953)
- Simpson (1954)
- Kid Anderson (1956, auch als Robert S. Richardson)
- Disturbing Sun (1959)
- Under the Dragon’s Tail (1966)
  - Deutsch: Unter dem Schwanz des Drachen. In: uncredited (Hrsg.): Science-Fiction-Stories 62. Ullstein (Ullstein 2000 #119 (3265)), 1976, ISBN 3-548-03265-6.
- The Red Euphoric Bands (1967)
- The Dimple in Draco (1967)
  - Deutsch: Das Pünktchen im Draco. In: Damon Knight (Hrsg.): Damon Knight’s Collection 3. Fischer Taschenbuch (Fischer Orbit #5), 1972, ISBN 3-436-01499-0.
- After Enfer (1969)
  - Deutsch: Nangst. In: Wulf Bergner (Hrsg.): Der Aufstand der Kryonauten. Heyne (Heyne Science Fiction & Fantasy #3454), 1975, ISBN 3-453-30338-5.
- The Rose Bowl-Pluto Hypothesis (1969)
  - Deutsch: Die Pluto-Hypothese von Rose Bowl. In: Damon Knight (Hrsg.): Damon Knight’s Collection 11. Fischer Taschenbuch (Fischer Orbit #29), 1973, ISBN 3-436-01769-8.
- Future Forbidden (1973)
- Jeannette’s Hands (1973)
  - Deutsch: Jeanettes Hände. In: Wulf Bergner (Hrsg.): Traumpatrouille. Heyne (Heyne Science Fiction & Fantasy #3385), 1974, ISBN 3-453-30262-1.
- A Drop of Dragon’s Blood (1975)
- Miracle Elixir (1977)

Sachliteratur (als Robert S. Richardson)
- Preliminary Elements of Object Comas Sola (1927)
- Astronomy (1939, mit William T. Skilling, überarbeitete Ausgabe 1947)
- The Practical Essentials of Pre-Training Navigation (1942, mit William T. Skilling)
- Sun, Moon and Stars (1946, mit William T. Skilling, überarbeitete Ausgabe 1964)
- A Brief Text in Astronomy (1954, mit William T. Skilling, überarbeitete Ausgabe 1959)
- Exploring Mars (1954, auch als Man and the Planets)
  - Deutsch: Die Geheimnisse des Mars und ihre Erschließung. Pabel (Utopia Grossband #121/I+II), 1960.
- The Fascinating World of Astronomy (1960)
- Man and the Moon (1961)
- Astronomy in Action (1962)
- Mars (1964, mit Chesley Bonestell)
- Getting Acquainted with Comets (1967)
- The Star Lovers (1967)
- The Stars and Serendipity (1971, Jugendbuch)